# Southwest Miramichi River
Der Southwest Miramichi River ist der ca. 195 km lange rechte Quellfluss des Miramichi River in der kanadischen Provinz New Brunswick.

## Flusslauf
Der Southwest Miramichi River entsteht am Zusammenfluss seiner beiden Quellflüsse North Branch und South Branch Southwest Miramichi River bei The Forks. Er fließt in überwiegend ostnordöstlicher Richtung durch die Countys Carleton County, York County und Northumberland County. Größere Orte am Flusslauf sind Boiestown, Doaktown und Blackville. Größere Nebenflüsse des Southwest Miramichi River sind  Taxis River (rechts), Cains River (rechts), Bartholomew River (links), Renous River (links) und Barnaby River (rechts). 

## Hydrologie
Der Fluss entwässert ein Areal von ca. 7700 km². Der mittlere Abfluss am Pegel Blackville 39 km oberhalb der Mündung beträgt 120 m³/s. Im April und Mai führt der Fluss die größte Wassermenge mit im Mittel 330 bzw. 292 m³/s. Die Gezeiten sind noch bei Flusskilometer 20 an der Einmündung des Renous River bemerkbar.

## North Branch Southwest Miramichi River
Der linke Quellfluss des Southwest Miramichi River entspringt auf einer Höhe von 430 m im Süden des Victoria County. Er fließt in überwiegend südlicher Richtung. Er überquert die Grenze zum Carleton County. Etwa 10 Kilometer oberhalb dem Zusammenfluss mit dem South Branch Southwest Miramichi River befindet sich am Westufer die Landebahn des privaten Flugplatzes Juniper Airport. Der North Branch Southwest Miramichi River hat eine Länge von etwa 52 km.

## South Branch Southwest Miramichi River
Der rechte Quellfluss des Southwest Miramichi River verläuft im Nordosten des Carleton County. Der 40 km lange Fluss entspringt an der Westflanke des Brighton Mountain auf einer Höhe von 440 m. Er fließt anfangs 20 km nach Norden und wendet sich anschließend nach Südosten. Dabei passiert er die Ortschaft Juniper.